# Wojciech Szymański (archeolog)
Wojciech Szymański (ur. 15 maja 1932) – polski archeolog mediewista, profesor doktor habilitowany, emerytowany pracownik naukowy Instytutu Archeologii i Etnologii PAN i Uniwersytetu Marii Curie-Skłodowskiej.

## Biografia
Ukończył VI Liceum Ogólnokształcące im. Tadeusza Reytana w Warszawie (1950). W latach 1950–1953 studiował archeologię na Uniwersytecie Warszawskim, a w latach 1953–1955 na Uniwersytecie im. Adama Mickiewicza pod kierunkiem Witolda Hensla i Józefa Kostrzewskiego. Od 1955 pracował w Instytucie Historii Kultury Materialnej PAN (obecnie Instytut Archeologii i Etnologii PAN). Był członkiem Komitetu Nauk Pra- i Protohistorycznych PAN.
Specjalista w dziedzinie archeologii wczesnego średniowiecza w Europie Środkowej i Wschodniej, zwłaszcza w odniesieniu do starszych faz wczesnego średniowiecza.
Kierował m.in. wykopaliskami na następujących stanowiskach archeologicznych:
- Szeligi pod Płockiem – osada i grodzisko z najstarszych faz wczesnego średniowiecza
- Haćki na Podlasiu – osada i grodzisko z wczesnej epoki żelaza i ze starszych faz wczesnego średniowiecza
- liczne badania grodzisk wczesnośredniowiecznych na Mazowszu i Podlasiu.

## Najważniejsze publikacje książkowe
- Szeligi pod Płockiem na początku wczesnego średniowiecza (1967)
- Słowiańszczyzna wschodnia (1973)
- Grodziska Mazowsza i Podlasia (1976, współautor)
- Awarzy (1979)
- Skarby wczesnośredniowieczne z obszaru Polski (1981, współautor)
- Haćki. Zespół przyrodniczo-archeologiczny na Równinie Bielskiej (2005, wraz z J.B. Falińskim, A. Berem, A.J. Kwiatkowską-Falińską i Z. Kobylińskim).